# 钟振川
钟振川（1937年—），白族，云南洱源人，中华人民共和国政治人物。第六、七届全国人大代表，中共十四大代表。
1960年毕业于四川农业大学农学系。历任大理农业科学研究所所长，大理白族自治州人民政府农林水办公室副主任，大理白族自治州人民政府州长:201，中共大理白族自治州委书记:19，云南省农业厅厅长等职。